# Stanisław Wygodzki

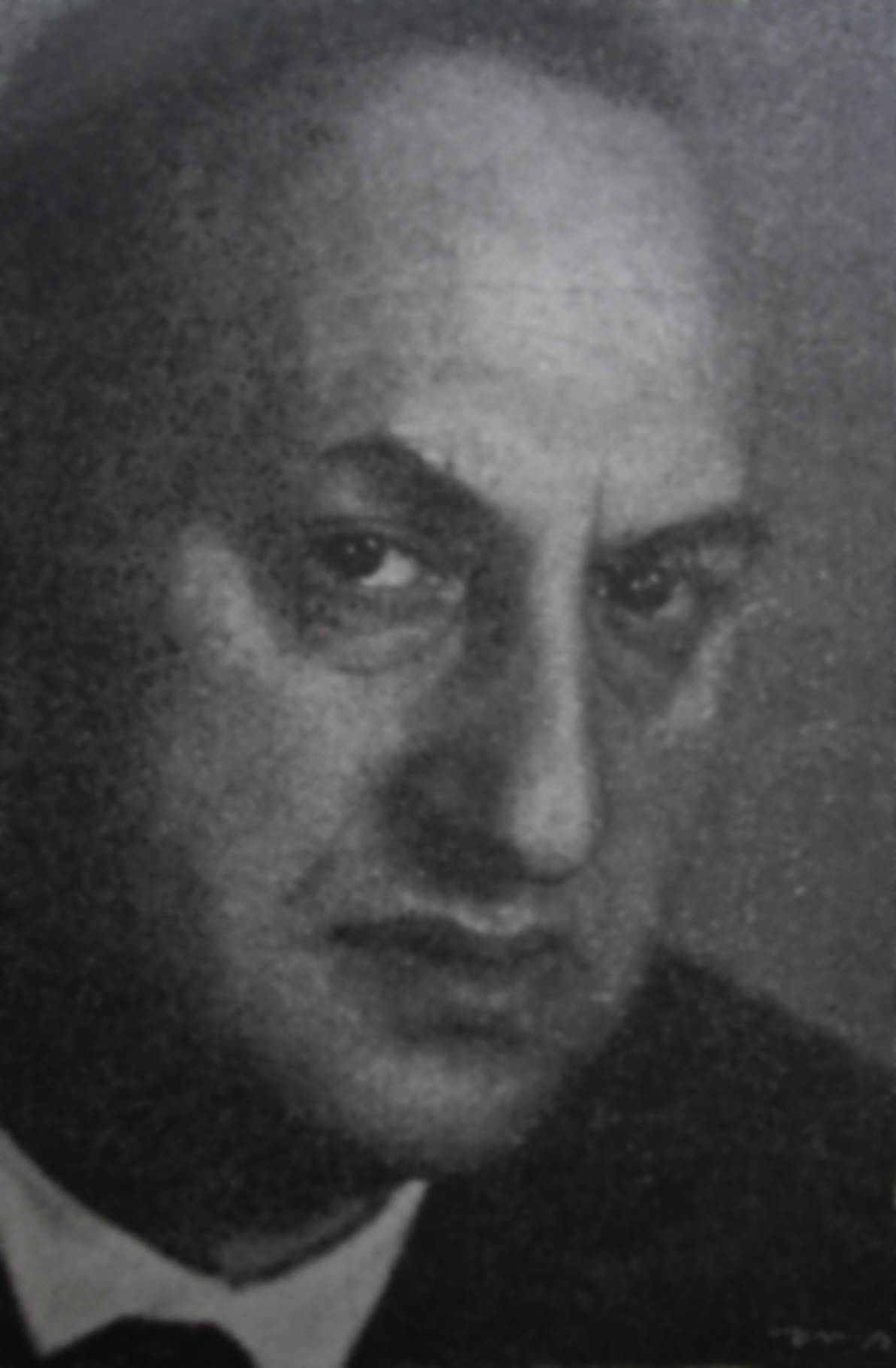
Stanisław Wygodzki

Stanisław Wygodzki (* 13. Januar 1907 in Będzin, Russisches Kaiserreich; † 9. Mai 1992 in Tel Aviv) war ein polnisch-israelischer Schriftsteller und Übersetzer.

## Leben
Der Sohn eines zionistischen Aktivisten trat in seiner Jugend als Mitglied einer jüdischen Schauspielgruppe auf und war Mitglied der zionistischen Jugendorganisation Hashomer Hatzair. In den 1920er Jahren war er wegen kommunistischer Aktivitäten in Haft. Er veröffentlichte Beiträge in literarischen Zeitschriften und übersetzte Werke Schalom Aschs, Efraim Kaganowskis, Scholem Alechems, der Brüder Isaac Bashevis und Israel Joschua Singer, Egon Erwin Kischs und Erich Kästners. 1933 erschien sein erster Gedichtband Apel in Moskau.
1942 wurde er ins Ghetto von Będzin eingewiesen und 1943 in das KZ Auschwitz-Birkenau deportiert. Als einziger Überlebender seiner Familie kam er später in das KZ Sachsenhausen und schließlich in ein Außenlager des KZ Dachau. Hier wurde er 1945 befreit und schrieb im Krankenhaus Gauting den Gedichtband Tagebuch der Liebe. Er kehrte nach Polen zurück und setzte sich als Schriftsteller für den sozialistischen Staat ein. Wegen der antisemitischen Kampagne in Polen wanderte er 1968 nach Israel aus, woraufhin sein Werk in Polen totgeschwiegen und weitgehend vergessen wurde. Erst wenige Monate vor seinem Tod drehte das polnische Fernsehen einen Dokumentarfilm über Wygodzki.